# One After 909
«One After 909» es una canción de The Beatles, escrita principalmente por John Lennon (acreditada a Lennon/McCartney) y originalmente lanzada en 1970 en el álbum Let It Be. La versión del álbum es la interpretación en vivo de The Beatles en la azotea del edificio Apple situado en el número 3 de Savile Row el 30 de enero de 1969. Este show fue también incluido en la película Let It Be. La canción fue escrita en 1957, y es una de las primeras composiciones Lennon-McCartney.
"One After 909" está incluida en la versión remezclada y remasterizada de las grabaciones originales de 1970 Let It Be... Naked, realizada en el 2003.
En la versión de azotea lanzada en Let It Be, alguno de los dos guitarra, Harrison o Lennon, toca una primera nota incorrecta, resultando en un comienzo atonal. En algunas revisiones de pistas aisladas se puede comprobar que la nota errada es tocada por Harrison. Este fue uno de los varios errores corregidos en Let It Be... Naked.
Además, en la versión Let It Be de esta canción, se oye a Lennon cantando los primeros versos de "Danny Boy" sobre el final de la canción.

## Versión original
Originalmente The Beatles quisieron grabar la canción el 5 de marzo de 1963 durante la misma sesión en la que produjeron su tercer sencillo, "From Me to You", pero no quedaron conformes con el resultado y la versión no fue lanzada. Justo sería grabada con Thank You Girl. Varias tomas de la sesión del 5 de marzo y una edición de ellas fueron lanzadas en el compilado Anthology 1 de 1995. El Episodio 1 de la Antología Beatle incluye una grabación de la canción hecha en 1960.
Cada versión de la canción representa los cambiantes estilos de The Beatles, con una grabación de 1963 basada en una estructura simple de blues de 12 compases con pocas partes de guitarra principal fuera del solo de Harrison en el medio. La grabación de 1969 es mucho más rápida y pesada, con riffs constantes de Harrison.

## Personal
Let It Be y Let It Be... Naked:
- John Lennon - Guitarra rítmica (Epiphone Casino), voz.
- Paul McCartney - Bajo eléctrico (Höfner 500/1 63´), voz.
- George Harrison - Guitarra líder (Fender Rosewood Telecaster).
- Ringo Starr - Batería (Ludwig Hollywood Maple).
- Billy Preston - Piano eléctrico (Fender Rhodes).

Anthology 1:
- John Lennon - Guitarra rítmica (Rickenbacker 325c58), armónica (Höhner Cromatic) voz.
- Paul McCartney - Bajo eléctrico (Höfner 500/1 61´), voz.
- George Harrison - Guitarra líder (Gretsch Duo Jet).
- Ringo Starr - Batería (Premier Duroplastic Mahoganny).